# Neudorfer Fichtelberglauf
Der Neudorfer Fichtelberglauf ist ein Berglauf über 9,1 Kilometer, der seit 1987 jährlich in Sehmatal im Erzgebirge stattfindet. Der Teilnehmerrekord von 300 Startern datiert aus dem Jahr 2015. Angesichts seines stetig ansteigenden Höhenprofils ist der Lauf bei Profi- und Amateursportlern gleichermaßen beliebt. Zu den bisherigen Siegern gehören unter anderem die (ehemaligen) Profi-Skilangläufer Viola Bauer, Julia Belger, Petra Nováková oder Lukáš Bauer, Benjamin Seifert und Valentin Mättig.

## Strecke
Die Strecke beginnt an der Spindelfabrik Neudorf (Karlsbader Straße 266) in Sehmatal-Neudorf (Höhe 714 Meter ü. NN) und endet nach 9,1 Kilometern auf dem Fichtelberg (1215 Meter ü. NN), dem höchsten Berg Sachsens. Die Originalstrecke führt durch das Fichtelberggebiet über Gelber Weg – Flößzechenweg – Bärenfangweg – Rotes Vorwerk – Wasserweg – Fremdensteig.

## Geschichte
Als Urvater des Fichtelberglaufs gilt der Neudorfer Andreas Roscher, der für den 24. Oktober 1987 erstmals einen Lauf von Neudorf auf den Fichtelberg über damals noch 6,7 Kilometer auf die Beine stellte. 76 Herren und 4 Damen beteiligten sich an der Premiere. 1996, 2015, 2018 und 2024 wurde der Lauf als offene Landesmeisterschaft ausgeschrieben.
Der Streckenrekord bei den Herren stammt aus dem Jahr 2014 und wurde mit einer Zeit von 35:27 Minuten von Skilanglauf-Gesamtweltcup-Sieger Lukáš Bauer aus Bozi Dar aufgestellt. 2015 setzte Petra Nováková eine neue Bestmarke bei den Damen. Die tschechische Weltcup-Skilangläuferin benötigte 40:53 Minuten. Bedingt durch die Corona-Pandemie wurde der Fichtelberglauf vom gastgebenden SV Neudorf in den Jahren 2020 und 2021 abgesagt. 2024 beteiligten sich 172 Läufer an der 36. Auflage.

## Statistik

### Siegerliste Streckenlänge 9,1 bzw. 9,4 km
| Datum         | Männer            | Verein                          | Zeit  | Frauen             | Verein                        | Zeit  |
| ------------- | ----------------- | ------------------------------- | ----- | ------------------ | ----------------------------- | ----- |
| 5. Okt. 2024  | Peter Frohnwieser | Salomon/Dresdner Laufsportladen | 37:18 | Selina Planken -3- | Dresdner SC 1898              | 45:24 |
| 7. Okt. 2023  | Marc Schulze -4-  | Citylauf-Verein Dresden         | 41:02 | Selina Planken -2- | LV Limbach 2000               | 48:05 |
| 1. Okt. 2022  | Marc Schulze -3-  | Citylauf-Verein Dresden         | 38:12 | Selina Planken     | LV Limbach 2000               | 48:56 |
| 5. Okt. 2019  | Marc Schulze -2-  | Citylauf-Verein Dresden         | 37:06 | Petra Nováková -3- | LK Slovan Karlovy Vary        | 42:36 |
| 7. Okt. 2018  | Marc Schulze      | Citylauf-Verein Dresden         | 36:44 | Ivana Sekyrová     | AK Sokolov                    | 44:49 |
| 7. Okt. 2017  | Valentin Mättig   | WSC Erzgebirge Oberwiesenthal   | 38:02 | Julia Belger -3-   | WSC Erzgebirge Oberwiesenthal | 44:12 |
| 1. Okt. 2016  | Lukáš Bauer -5-   | Bozi Dar                        | 36:47 | Lisa Schubert -2-  | SG Adelsberg                  | 45:11 |
| 3. Okt. 2015  | Lukáš Bauer -4-   | Bozi Dar                        | 36:45 | Petra Nováková -2- | LK Slovan Karlovy             | 40:53 |
| 4. Okt. 2014  | Lukáš Bauer -3-   | Dukla Liberec                   | 35:27 | Julia Belger -2-   | WSC Erzgebirge Oberwiesenthal | 44:49 |
| 5. Okt. 2013  | Christian Seiler  | Rennsteiglaufverein Zeulenroda  | 37:06 | Nicole Kruhme      | Rennsteiglaufverein/LG Süd    | 44:17 |
| 6. Okt. 2012  | Matthias Flade    | TV Münchberg                    | 38:12 | Julia Belger       | WSC Erzgebirge Oberwiesenthal | 44:49 |
| 1. Okt. 2011  | Jens Borrmann -2- | SV Hermsdorf/Erzgebirge         | 37:45 | Petra Nováková     | LK Slovan Karlovy Vary        | 46:59 |
| 2. Okt. 2010  | Benjamin Seifert  | TSG Bau Hammerbrücke            | 39:20 | Anja Carlsohn      | SC Potsdam                    | 44:47 |
| 3. Okt. 2009  | Helmut Schießl    | TSV Buchenberg/Team Salomon     | 36:51 | Romy Lindner -2-   | LG Vogtland                   | 45:42 |
| 4. Okt. 2008  | Benjamin Lindner  | dielaufpartner.de               | 37:20 | Lisa Schubert      | Sehmatal-Sehma                | 48:55 |
| 6. Okt. 2007  | Jens Borrmann     | SV Hermsdorf/Erzgebirge         | 38:19 | Sonja Grünke -2-   | 1. ASV Annaberg               | 46:51 |
| 7. Okt. 2006  | Mirko Eger        | Pulsschlag Erzgebirge           | 39:34 | Madeleine Lorenz   | TSV 1847 Buchholz             | 46:49 |
| 1. Okt. 2005  | Lukáš Bauer -2-   | Bozi Dar/LK Slovan Karlovy Vary | 36:12 | Sonja Grünke       | 1. ASV Annaberg               | 48:18 |
| 2. Okt. 2004  | Lukáš Bauer       | Bozi Dar                        | 36:06 | Romy Lindner       | LG Vogtland                   | 42:37 |
| 4. Okt. 2003  | Holger Zander     | VSC Klingenthal                 | 37:54 | Viola Bauer -4-    | WSC Erzgebirge Oberwiesenthal | 44:29 |
| 5. Okt. 2002  | Holm Kunze -3-    | PSV Zittau Ski                  | 37:50 | Viola Bauer -3-    | Oberwiesenthaler SV           | 44:35 |
| 6. Okt. 2001  | Holm Kunze -2-    | PSV Zittau Ski                  | 37:59 | Viola Bauer -2-    | Oberwiesenthaler SV           | 42:55 |
| 14. Okt. 2000 | Holm Kunze        | PSV Zittau Ski                  | 38:56 | Tanja Semjonowa    | SAL Leipzig                   | 45:54 |
| 9. Okt. 1999  | Ralph Koritz      | SG Adelsberg                    | 37:04 | Viola Bauer        | Oberwiesenthaler SV           | 43:50 |
| 10. Okt. 1998 | Stefan Gorzny -3- | SC DHfK Leipzig                 | 38:11 | Doreen Walter      | LAC Chemnitz                  | 44:48 |
| 11. Okt. 1997 | Stefan Gorzny -2- | SC DHfK Leipzig                 | 38:05 | Sandy Jüchert -3-  | Oberwiesenthaler SV           | 45:51 |

### Siegerliste Streckenlänge 7,1 km
| Datum         | Männer            | Verein              | Zeit  | Frauen            | Verein              | Zeit  |
| ------------- | ----------------- | ------------------- | ----- | ----------------- | ------------------- | ----- |
| 12. Okt. 1996 | Josef Reier       | SG Rödental         | 29:38 | Sandy Jüchert -2- | Oberwiesenthaler SV | 37:06 |
| 14. Okt. 1995 | Stefan Gorzny     | SC DHfK Leipzig     | 29:10 | Sandy Jüchert     | Oberwiesenthaler SV | 36:03 |
| 8. Okt. 1994  | Jörg Hustig -3-   | TC Feuerbach        | 28:47 | Doreen Fritzke    | SG Adelsberg        | 37:46 |
| 9. Okt. 1993  | Jörg Hustig -2-   | SG Stern Stuttgart  | 29:29 | Ann Hohenstein    | SG Adelsberg        | 36:42 |
| 10. Okt. 1992 | Jörg Hustig       | SAL Leipzig         | 29:09 | Sandra Beyer      | Oberwiesenthaler SV | 37:22 |
| 12. Okt. 1991 | Jens Dietel       | Oberwiesenthaler SV | 29:27 | Ina Kümmel -2-    | Oberwiesenthaler SV | 36:26 |
| 13. Okt. 1990 | Steffen Große     | SC DHfK Leipzig     | 29:42 | Ina Kümmel        | Oberwiesenthaler SV | 34:34 |
| 14. Okt. 1989 | Dietmar Knies -3- | KMU Leipzig         | 29:08 | Heike Krauß -3-   | Motor Zwönitz       | 37:25 |
| 8. Okt. 1988  | Dietmar Knies -2- | KMU Leipzig         | 29:02 | Heike Krauß -2-   | Motor Zwönitz       | 37:32 |

### Siegerliste Streckenlänge 6,7 km
| Datum         | Männer        | Verein      | Zeit  | Frauen      | Verein        | Zeit  |
| ------------- | ------------- | ----------- | ----- | ----------- | ------------- | ----- |
| 24. Okt. 1987 | Dietmar Knies | KMU Leipzig | 27:10 | Heike Krauß | Motor Zwönitz | 35:50 |